# Like..?
Like..?는 미국의 래퍼 아이스 스파이스의 데뷔 EP로, 10K 프로젝트와 캐피틀 레코드를 통해 2023년 1월 20일에 발매되었다. 빌보드 200 15위를 기록했다. 디럭스는 7월 21일에 발매되었다.

## 음악 및 가사
EP는 "약간의 하이햇과 쩌렁쩌렁한 베이스가 나올 때까지 싫증이 나도록 반복되는" 짧은 기타 릭과 왜곡된 보컬 샘플로 구성되어 있다. 스파이스는 "Princess Diana"에서 자신의 연예인 지위와 명성을 언급한다. "Gangsta Boo"에서는 디디의 "I Need a Girl (Pt. 2)"을 드릴로 재해석했다. "Actin a Smoochie"에서는 티에라 왝의 "Cutting Onions"를 저지 클럽으로 번역해 브롱크스의 일상 회화를 대중 문화의 정면으로 가져온다. "Deli"는 한 줄 농담으로 가득하고, "How High?"는 신스팝 분위기를 살렸다.

## 평가
| 전문가 평가 | 전문가 평가 |
| 총 점수     | 총 점수     |
| 출처        | 점수        |
| ----------- | ----------- |
| 메타크리틱  | 69/100      |
| 평가 점수   |             |
| 출처        | 점수        |
| 올뮤직      | 2.5/별      |
| 힙합DX      | 4.1/5       |
| NME         | 4/별        |
| 피치포크    | 7.6/10      |

EP는 평론가들에게 대체적으로 호평을 받았다. 메타크리틱에서는 100점 만점에 평균 69점을 받았다.
<힙합DX>의 레베카 바글로스키는 EP에서 스파이스가 자신이 대중 문화에 영향을 미치는 정도를 증명한다고 평했다. <NME>의 토마스 스미스는 그가 평탄하고 침착한 음색에 의존해 많은 양의 가사를 전달하고, 이는 EP를 "날카로운 청취" 경험으로 만든다고 평했다. <피치포크>의 헤븐 헤일은 투박한 불길함으로 잘 알려진 랩의 하위 장르에서 그의 느긋하고 귀여운 태도가 눈에 띈다고 칭찬했다. <올뮤직>은 13분의 음악이 때때로 재미있으나, 대부분 최대 히트곡의 흥분과 힘이 들지 않는 매력을 재현하려는 것처럼 들린다고 비판했다.
<브루클린비건>의 앤드류 새처는 디럭스의 신곡들이 원래 EP만큼 즉각적으로 만족스럽다고 칭찬했다. <바이브>의 아몬 새들러는 신곡들이 히트 가능성은 없어 보이나, 청취자들을 만족시키고 좋은 음악의 흐름을 지속시킨다고 평했다.

### 연말 목록
| 출판사      | 목록                     | 순위 | 각주   |
| ----------- | ------------------------ | ---- | ------ |
| <롤링 스톤> | 2023년 최고의 음반 100장 | 52   | [ 9 ]  |
| <빌보드>    | 2023년 최고의 음반 50장  | 18   | [ 10 ] |
| <피치포크>  | 2023년 최고의 음반 50장  | 32   | [ 11 ] |

## 곡 목록
전체 작사·작곡: 아이스 스파이스, 라이엇USA
| #            | 제목                               | 작사·작곡                                                                                     | 재생 시간 |
| ------------ | ---------------------------------- | --------------------------------------------------------------------------------------------- | --------- |
| 1.           | 〈In Ha Mood〉                     |                                                                                               | 2:09      |
| 2.           | 〈Princess Diana〉                 |                                                                                               | 2:34      |
| 3.           | 〈Gangsta Boo〉 (릴 티제이와 함께) | 티온 메리트 마리오 와이넌스 숀 콤스 아도니스 슈롭샤이어 천시 호킨스 프랭크 로마노 마이클 존스 | 2:39      |
| 4.           | 〈Actin a Smoochie〉               |                                                                                               | 2:13      |
| 5.           | 〈Bikini Bottom〉                  |                                                                                               | 1:46      |
| 6.           | 〈Munch (Feelin' U)〉              |                                                                                               | 1:44      |
| 총 재생 시간 | 총 재생 시간                       | 총 재생 시간                                                                                  | 13:08     |

| #            | 제목                                    | 작사·작곡                                          | 재생 시간 |
| ------------ | --------------------------------------- | -------------------------------------------------- | --------- |
| 1.           | 〈How High?〉                           |                                                    | 2:10      |
| 2.           | 〈Butterfly Ku〉                        |                                                    | 1:52      |
| 3.           | 〈Deli〉                                |                                                    | 2:07      |
| 4.           | 〈In Ha Mood〉                          |                                                    | 2:09      |
| 5.           | 〈Princess Diana〉 (니키 미나즈와 함께) | 마라즈                                             | 2:52      |
| 6.           | 〈Princess Diana〉                      |                                                    | 2:34      |
| 7.           | 〈Gangsta Boo〉 (릴 티제이와 함께)      | 메리트 와이넌스 콤스 슈롭샤이어 호킨스 로마노 존스 | 2:39      |
| 8.           | 〈Actin a Smoochie〉                    |                                                    | 2:13      |
| 9.           | 〈Bikini Bottom〉                       |                                                    | 1:46      |
| 10.          | 〈Munch (Feelin' U)〉                   |                                                    | 1:44      |
| 11.          | 〈On the Radar〉                        |                                                    | 2:05      |
| 총 재생 시간 | 총 재생 시간                            | 총 재생 시간                                       | 22:07     |

## 차트
| 차트 (2023)                       | 최고 순위 |
| --------------------------------- | --------- |
| 캐나디안 앨범 (빌보드)            | 42        |
| 프랑스 앨범 (SNEP)                | 175       |
| 리투아니아 음반 (AGATA)           | 45        |
| 뉴질랜드 음반 (RMNZ)              | 21        |
| 미국 빌보드 200                   | 15        |
| 미국 탑 알앤비/힙합 앨범 (빌보드) | 5         |

| 차트 (2023)                       | 순위 |
| --------------------------------- | ---- |
| 미국 빌보드 200                   | 119  |
| 미국 탑 알앤비/힙합 앨범 (빌보드) | 54   |